# Лифшиц, Михаил Ильич (терапевт)
Михаил Ильич (Мендель Эльевич) Лифшиц (14 января 1877, Лепель, Витебская губерния — 29 января 1934, Харьков) — советский гастроэнтеролог, онколог. Доктор медицины (1910), профессор. Отец физиков Евгения Лифшица и Ильи Лифшица.

## Биография
Родился в купеческой семье. В 1903 году окончил медицинский факультет Харьковского университета, где и работал с 1904 года; с 1920 — приват-доцент, при защите докторской диссертации его оппонентом был И. П. Павлов. В 1921—1923 гг. — профессор кафедры диагностики и пропедевтики; с 1923 года возглавлял клинику внутренних болезней стоматологического института; одновременно, в 1924—1934 гг. — заведующий терапевтическим отделением клиники Украинского рентгенорадиологического института (ныне Институт медицинской радиологии им. С. П. Григорьева НАМНУ), с 1930 года — заведующий клиники Всеукраинского института питания.
Автор научных исследований по проблемам клинической онкологии, гематологии, гастроэнтерологии. В частности изучал проблемы лечения гастрита, а также его взаимосвязь с язвой и раком желудка.
Соредактор двухтомного пособия «Клиника злокачественных опухолей» (Харьков, 1930—1931).
Его женой была Берта Евзоровна Лифшиц (урожденная Мазель), имела образование по истории, дожила до 92 лет (1884—1976 гг.) Родная сестра Мазеля Зиновия Евгеньевича (Зунделя Евзоровича), проектировавшего канатные дороги Волжских ГЭС и 1-й на Чегете. Племянник М. И. Лифшица — Евгений Зиновьевич Мазель, доктор технических наук, специалист в области создания транзисторов в СССР.

## Научные работы
- «Учение о конституциях человека» (1924);
- «Учение об опухолях человека» (1927);
- «Системные заболевания лимфоидной, миелоидной и ретикулоэндотелиальной тканей» (1931).